# 普雷克斯托倫嶺
72°6′S 2°51′W / 72.100°S 2.850°W
普雷克斯托倫嶺（Preikestolen Ridge），是南極洲的山嶺，位於毛德皇后地的瑪塔公主海岸，屬於阿爾曼嶺的一部分，挪威製圖師根據探險隊的測量和空中照片繪入地圖，現時由南極條約體系管理。